# Anaerobe Abwasserreinigung
Die Anaerobe Abwasserreinigung dient der Entfernung schädlicher oder störender organischer Kohlenstoffverbindungen durch mikrobiologische Abbauprozesse, die ohne Vorhandensein von Sauerstoff (anaerob) ablaufen. Dabei gewinnen Bakterien die für ihren Stoffwechsel erforderliche Energie aus der Umsetzung der organischen Kohlenstoffverbindungen zu organischen Säuren und in weiterer Folge hauptsächlich zu Methan, Kohlendioxid und Kohlenwasserstoffen. Die anaerobe Abwasserreinigung ist ein möglicher Teilprozess in Kläranlagen.

## Temperaturbereiche
Zumeist ist eine Beheizung des Abwassers zum Erreichen der für die Bakterien erforderlichen Temperatur erforderlich. Die Temperaturbereiche werden wie folgt bezeichnet:
- Thermophil: größer 40 °C, optimal 50 °C bis 57 °C, erhöhte Gasausbeute, geringere erforderliche Aufenthaltsdauer, bessere Absetzbarkeit des Schlammes und erhöhte Keimabtötung. Der Betrieb ist jedoch anfällig gegen Temperaturschwankungen.
- Mesophil: 20 °C bis 40 °C, optimal 35 °C bis 40 °C, geringere Gasausbeute
- Psychrophil: kleiner 20 °C, zumeist ohne Beheizung, vergleiche anaerobe Schlammstabilisierung im "Emscherbrunnen", ein Absetzbecken, bei dem der Schlamm durch sein Eigengewicht in einen unter dem Absetzraum liegenden Faulraum sinkt.

## Faulstufen
Die anaerobe Faulung, die in Faultürmen stattfindet, gliedert sich grundsätzlich in 4 Stufen:
1. Hydrolysephase: Aufspaltung von Kohlenhydraten, Fetten und Eiweißen in ihre Bruchstücke und polymere Substanzen.
2. Versäuerungsphase: Versäuerung zu H2, CO2, organische Säuren, Essigsäure und Alkoholen.
3. Acetogene Phase: Umwandlung zu Essigsäure und geringen Mengen Methan.
4. Methanogene Phase: Durch Methanbakterien wird Essigsäure abgebaut und Methan produziert.

## Vor- und Nachteile
Die Vorteile des Verfahrens sind:
- Kein Energiebedarf zur Belüftung.
- Gewinnung von Methan, das zu Zwecken der Heizung oder Stromgewinnung verwendet werden kann. Eventuell ist eine Entschwefelung erforderlich.
- Geringe Überschussschlammproduktion.
- Einige chemische Verbindungen, die aerob nicht abbaubar sind, können abgebaut werden.

Die Nachteile des Verfahrens sind:
- Die erreichbaren Restkonzentrationen erlauben meistens keine direkte Einleitung in den Vorfluter. Es ist daher eine weitere Reinigungsstufe mit aeroben Verfahren erforderlich (beispielsweise Belebtschlammverfahren, Tropfkörper).
- Der Prozess ist sensibel im Hinblick auf die Zulaufbeschaffenheit und die Einhaltung der Betriebsbedingungen (beispielsweise Temperatur, pH-Wert). Eine Hemmung des Prozesses kann durch Ammonium, Schwefelwasserstoff, Kupfer, Zink, Blei, Cadmium oder Quecksilber erfolgen.
- Zusätzliche Energie zum Vorheizen.

## Einsatz
Die anaerobe Abwasserreinigung wird bei hoch konzentrierten Abwässern eingesetzt (Lebensmittelindustrie, Landwirtschaft, Zellstoffindustrie, Tierkörperbeseitigung, Chemieparks).
In den Anaerobreaktoren sind Schlammkonzentrationen von 20 bis 50 g/l erreichbar. Für die Bemessung kann eine Schlammbelastung von 0,2 bis 0,3 g CSB pro g Trockensubstanz des Schlammes im Reaktor und pro Tag angenommen werden. Für den Abbau von einem g CSB pro Tag sind somit 3 bis 5 g Trockensubstanz im Anaerobreaktor vorzuhalten.